# Rekarne

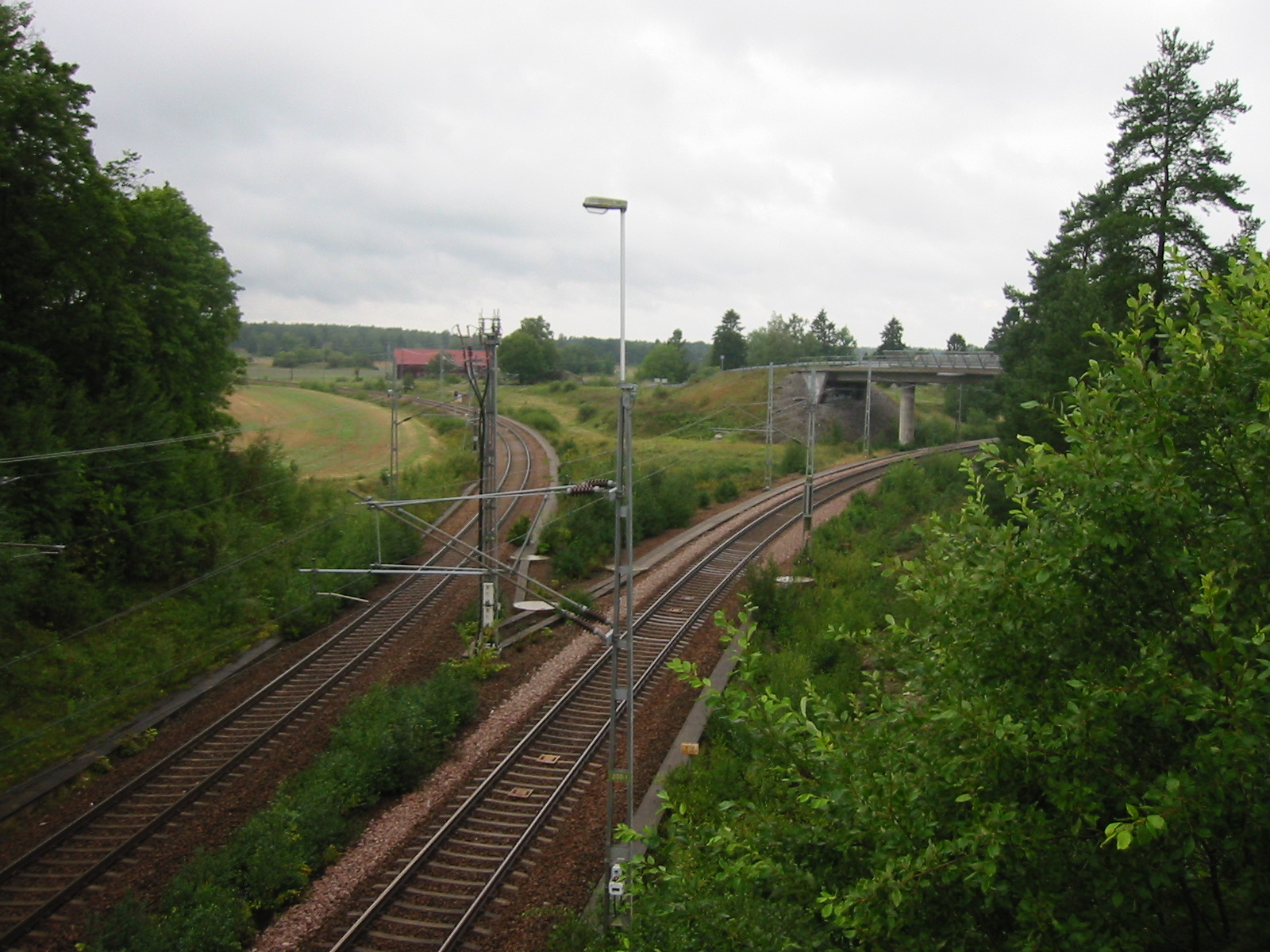
I Rekarne (Tumbo) löper Svealandsbanan (vänster) och Sala–Oxelösund (höger) samman för att gå mot Eskilstuna.

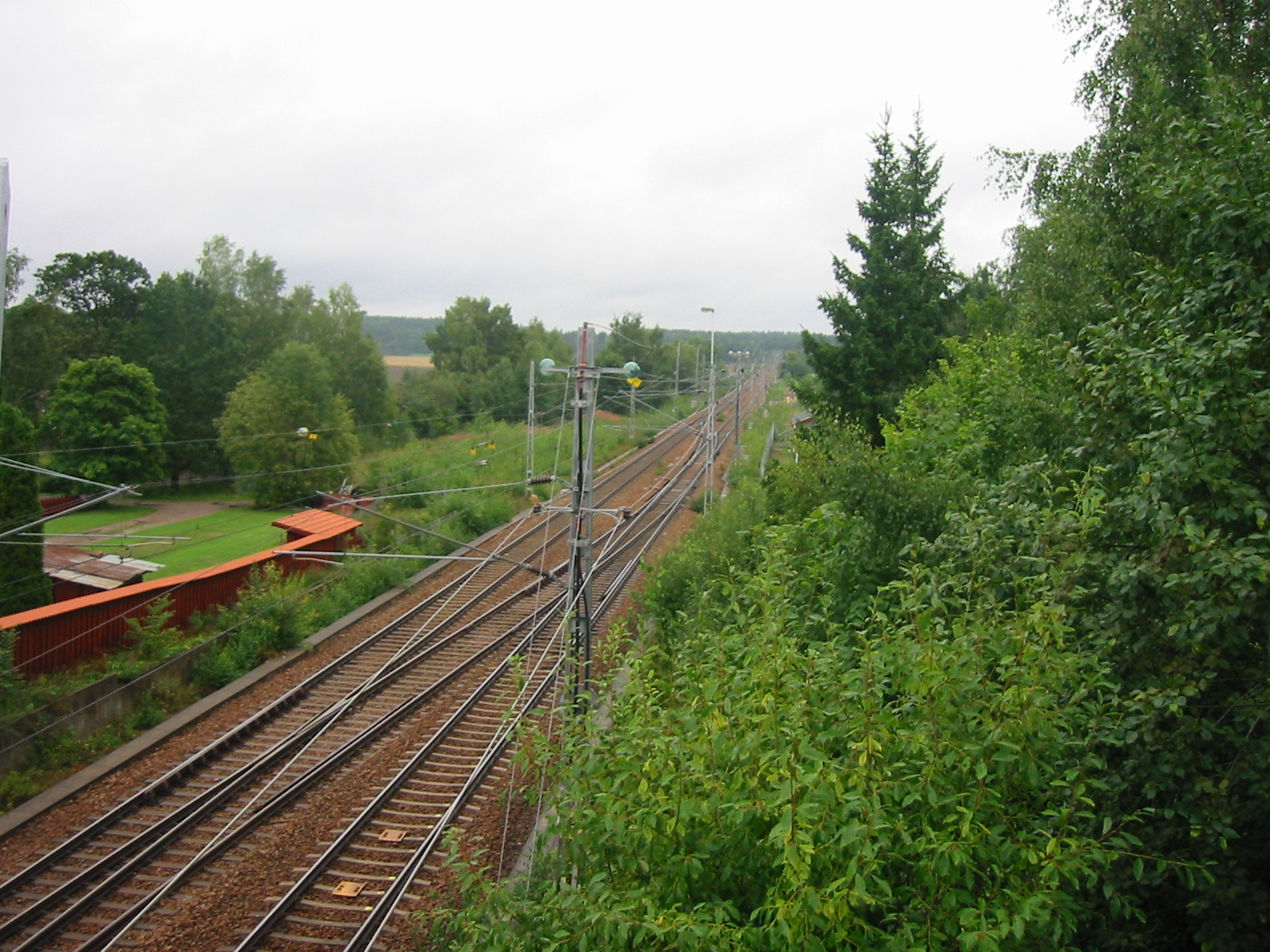
Till höger om spåren (som går österut) ligger järnvägsstationen Rekarne (skymd).

Rekarne är en historisk bygd i nordvästra Södermanland som ungefär motsvarar dagens Eskilstuna kommun.

## Historia
Geografiskt brukar Rekarne delas in i de gamla häraden Österrekarne och Västerrekarne, öster respektive väster om Eskilstunaån. Namnet syftar troligen på de många rullstensåsarna, "rekarna" i området. I området låg utöver de två häraden även de historiska stadskommunerna Torshälla stad (bildad 1317) och Eskilstuna stad (1659), sedan 1971 förenade inom Eskilstuna kommun.

## Ortnamn
Rekarne förekommer i många ortnamn i bygden, exempelvis Råby-Rekarne och Husby-Rekarne. Åren 1950 - 1970 definierade SCB en tätort vid namnet Rekarne, belägen vid Rekarne station väster om Eskilstuna, men sedan 1990 benämns orten Tumbo efter Tumbo kyrka.

## Organisationer
Bland organisationer och företag uppkallade efter Rekarne finns bland annat den lokala sparbanksrörelsens bankaktiebolag, Sparbanken Rekarne, och Rekarnegymnasiet i södra Eskilstuna.

## Rekarne station
Järnvägsstationen Rekarne ligger i Tumbo socken, där järnvägslinjen Sala–Oxelösund ansluter till Svealandsbanan. Stationen fungerar numera endast som mötesstation. Stationshuset revs 2008.